# 1997 NV

1997 NV

1997 NV är en asteroid i huvudbältet som upptäcktes den 1 juli 1997 av Kleť-observatoriet i Tjeckien.
Asteroiden har en diameter på ungefär 3 kilometer och den tillhör asteroidgruppen Vesta.